# Леднев, Валентин Петрович
Валентин Петрович Леднев (род. 29 июня 1941, хутор Красная Улька, Майкопский район, Адыгейская автономная область, Краснодарский край, РСФСР) —  российский государственный деятель, депутат Государственной думы Федерального собрания РФ I созыва (1993—1995).

## Биография
Родился в семье колхозника, русский.
С 1956 по 1957 год — коногон Майкопского кирпичного завода №2. В 1957-1959 учился в железнодорожном училище в г. Ленинакане, по окончании, в 1959-1960 годах — монтажник электромонтажного поезда №703 в г. Курске. С 1960 по 1967 год — электромонтёр Адыгейского комбината строительных материалов и дубзавода.
С 1967 по 1972 год работал в Майкопском горкоме комсомола. С 1972 по 1986 год — инструктор, заведующий отделом жилищно-бытовой работы Адыгейского облсовпрофа, председатель объединённого комитета профсоюза Адыгоблколхозстройобъединения.
В 1975 году окончил заочное отделение энергетического факультета Краснодарского политехнического института, инженер-электромеханик по автоматизации.
С 1986 по 1992 год — председатель горкома профсоюза работников агропромышленного комплекса, председатель координационного совета профсоюзов (Майкоп). Будучи избранным в городской Совет народных депутатов, стал координатором группы "Действие", образованный депутатами, оппозиционными КПСС и реформаторски настроенными.
С октября 1992 года заместитель председателя Кабинета министров – Правительства Республики Адыгея, с апреля 1993 года одновременно министр социальной защиты населения Республики Адыгея.
На выборах в Государственную думу РФ первого созыва был выдвинут Союзом славян Адыгеи, Демократической партией, Кубанским казачьим войском и профсоюзами. Был включён в список поддержки блока «Выбор России» по Адыгейскому избирательному округу N1 (Республика Адыгея). С 1993 по 1995 год — депутат Государственной Думы Федерального Собрания РФ первого созыва. В Думе вошёл во фракцию "Выбор России". Был членом Комитета по труду и социальной поддержке, председателем подкомитета по социальному обслуживанию и делам инвалидов. Куратор и один из основных авторов законов «О ветеранах», «О социальной защите инвалидов» и «О социальной защите граждан пожилого возраста».
В марте 1994 года член инициативной группы по созданию партии Демократический выбор России (ДВР). 11 января 1995 года вышел из фракции «Выбор России» и вступил в депутатскую группу «Стабильность».
В декабре 1995 года баллотировался в депутаты Государственной Думы РФ второго созыва вновь по Адыгейскому избирательному округу № 1. Выборы проиграл Г. Сенину.
С 1995 года — заведующий департаментом Министерства соцзащиты РФ.
С 1996 года — заместитель руководителя аппарата Комитета Государственной думы по труду и социальной политике.
В 1999 году баллотировался в Госдуму третьего созыва, был включён в общефедеральный список избирательного объединения ЛДПР (№ 28 в Южной региональной группе). 11 октября 1999 Центризбирком отказал ЛДПР в регистрации федерального списка. Также был выдвинут ЛДПР кандидатом по Адыгейскому одномандатному избирательному округу № 1 (Республика Адыгея). Избран не был.
С 2001 — ответственный секретарь Экспертного Совета по градостроительной деятельности Комитета ГД ФС РФ по строительству и ЖКХ. С 2012 —  помощник депутата Государственной Думы С. Петрова.
Женат, имеет двух дочерей.

## Награды и звания
- Почётная грамота Государственной Думы Федерального Собрания Российской Федерации